# 청주서문교회
청주서문교회는 대한민국 충청북도 청주시 흥덕구 직지대로620번길 38 에 위치한 94년 역사의 교회로서 기독교 대한 성결교회 교단에 속한 정통 기독교회이다. 1929년 4월 28일 교회 창립 이래 청주지역 복음화의 산실로 지역 교회들의 모교회로서 많은 하나님의 일꾼들을 배출하였다.
13대 담임목사로 박명룡목사가 2017년 11월에 부임하여 시대의 변화를 앞서가며 에수님을 따르는 행복한 제자 공동체를 지향 하며 5대 중점 사역을 실천하고 있다. 첫째는 다음세대를 키우는 교회이다. 연령에 맞는 예배실, 아이들을 위한 놀이터, 청년들을 위한 카페 등 다음 세대를 위한 공간과 교역자를 세워 다음 세대가 믿음의 자녀로 세상에 대하여 열린 마인드와 더 큰 비젼의 사람으로, 말씀과 사랑으로 잘 자라도록 지원하고 있다. 둘째는 지성적 영성으로 영적 성숙을 추구한다. 8단계 제자훈련을 통하여 지성적 영성인을 양육하고 있다. 세째는 기독교 변증(Christian Apologetics)으로 전도한다. 예수님의 구세주 되심과 하나님의 존재하심을 합당하게 설명하는 기독교변증 사역으로 전도한다. 기독교 신앙에 대한 현대 지성인의 고민을 함께 풀어보기 위해 매년 기독교 변증 컨퍼런스를 개최 하고 있다. 네째는 세계 선교에 헌신된 교회이다. 오직예수 세계선교 영혼구원이라는 영구 표어 아래 세계 각국의 선교사 48명과 작은교회, 선교단체 및 기관 80여 곳을 후원하고 있다. 다섯째는 지역사회를 섬기는 교회이다. 지역 주민센타 와 협력하여 소외 계층을 돕고 있고, 교회의 5개 주차장을 개방하여 편의를 제공 하며 이웃들에게 항상 열려있다.

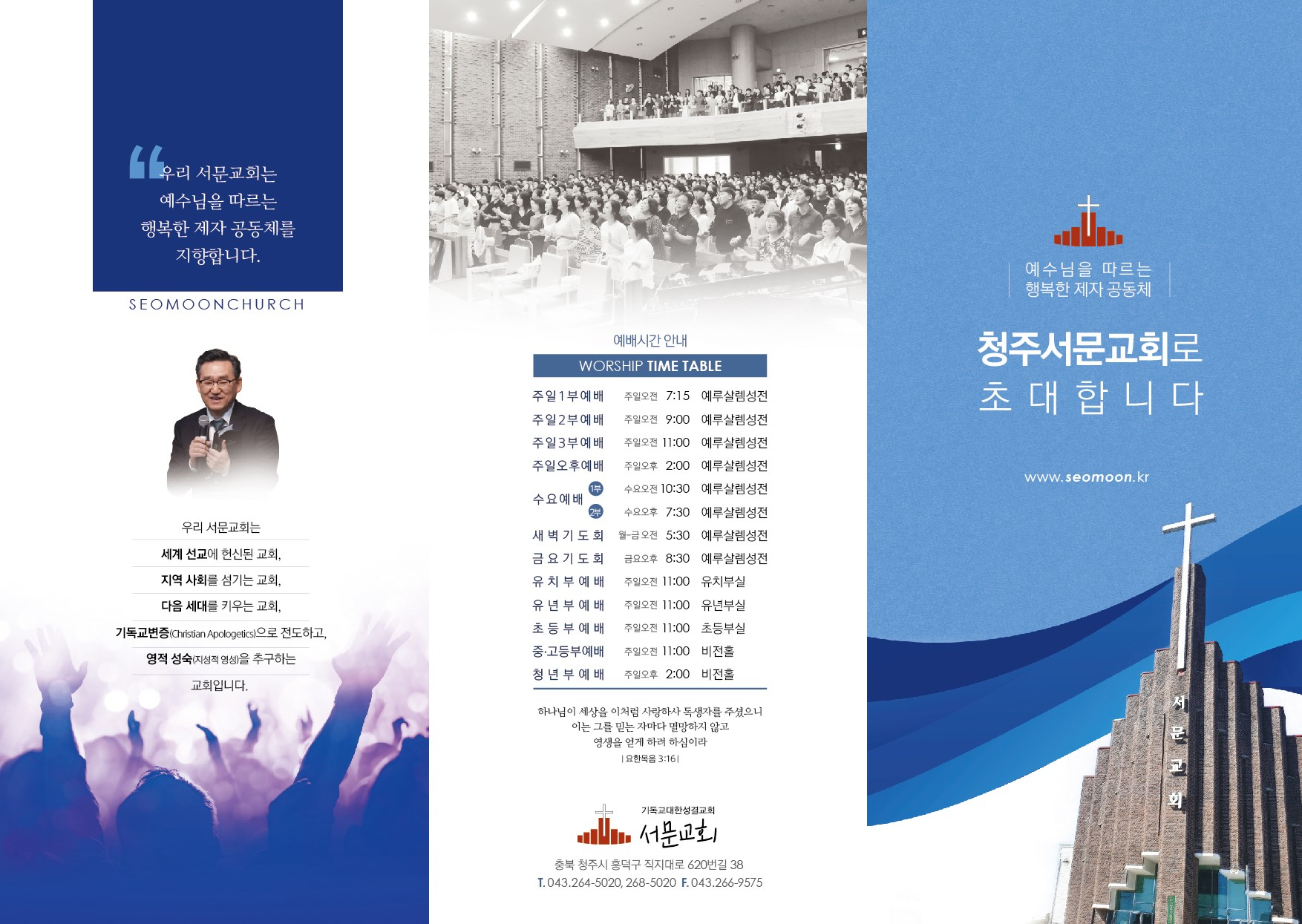
청주서문교회 안내

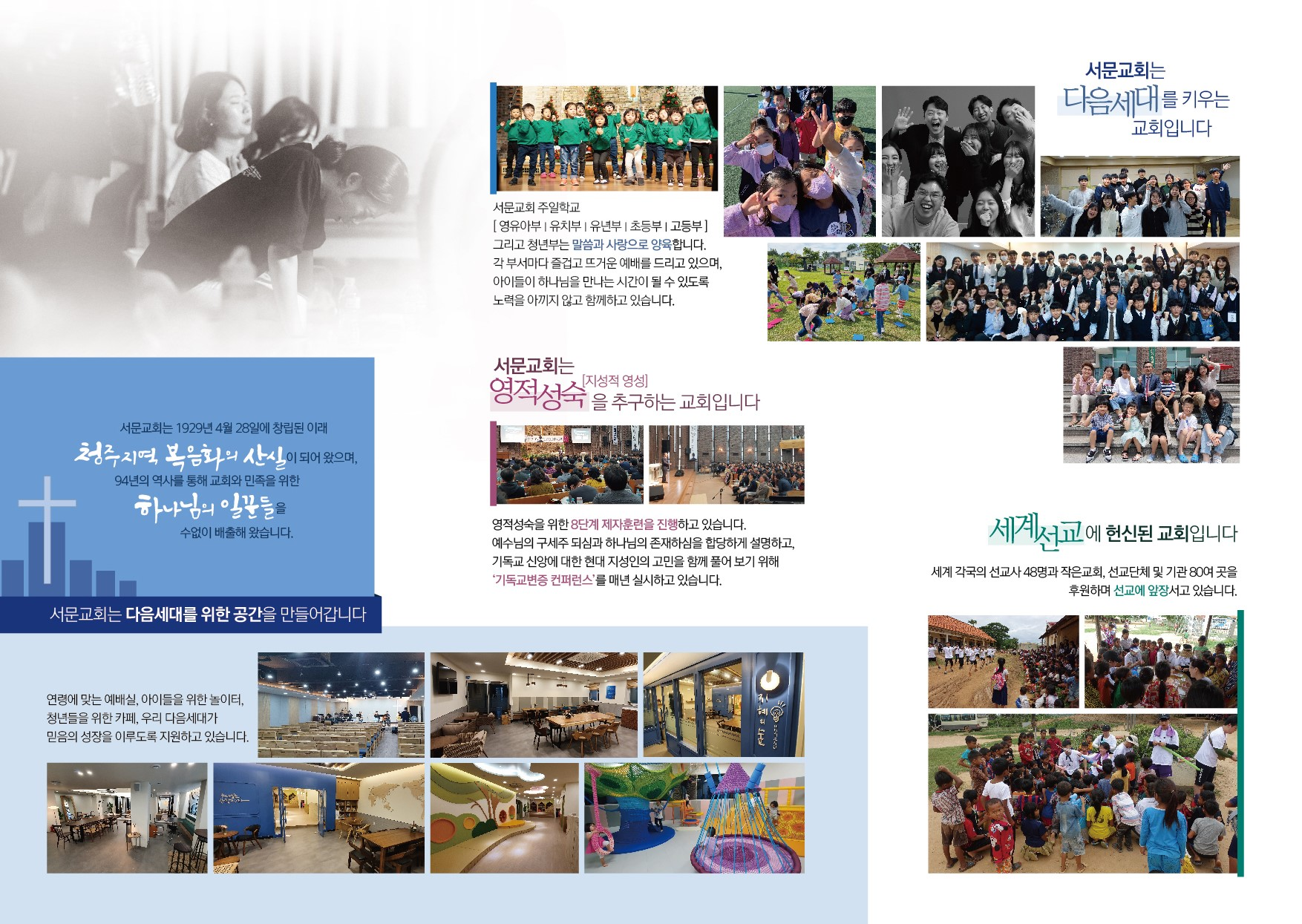
청주서문교회 안내2

## 역사
부여 규암교회와 북간도 용정교회에서 신앙 생활을 하던 박기래가 청주로 이사와 사람들을 전도하여 자택에서 임의 교회로 수년간 복음을 전하던중 조선야소교동양선교회 성결교회 교단에서 1929년 3월에 김승만 목사를 파송하여 교회를 설립하고 4월 28일 박기래의 사택-본정 3정목 16번지에서 장년 38인과 소아 40여 인으로 첫째 예배를 드렸다. 청주서문교회는 1929년 4월 28일 "청주교회" 명칭으로 창립되었으니 해방 후 여러 교단에서 설립된 교회들이 유사 명칭을 사용하는 관계로 1962년에서 1963년 사이에 현재의 명칭으로 교명을 바꾸게 된다. 청주교회는 당시 청주의 중앙부인 서정4정목에 대지 252평 건평 34평의 첫 성전과 9칸의 교역자 주택을 건축하였는데 비용 4,662원 86전 중에 4,000원의 거금은 미국 주일학교 학생들의 희생적 헌금이었다. 성결교단에서는 1929년 7월에 파송한 여교역자 김정애 전도부인에 이어 성전 신축 두달 쯤전에 두 번째 여교역자 여메레 전도부인을 파송하였다. 성결교단에서는 1932년 4월 청주교회 2대 담임목사로 김천교회에서 예배당을 건축 하는등 많은 공로가 있는 장원초 목사를 파송하였다. 1933년에 이르러서 청주교회는 대전지방에서 호남지방으로 분할 이전된다. 이해 7월에는 지교회 운동교회를 개척 헌당하였으며  1934년 제 4회 호남지방회에서 장원초 목사의 후임으로 제3대 배문준목사가 임명 되었다. 청주교회는 1939년 6회 성결교단 이사회의 결의에 의해 호남지방에서 충호지방으로 소속이 바뀌게 되고 배문준 목사는 충호지방 소속의 충북지역 순회목사로 임명되고 일제의 만행에 의해 조직된 성결교단의 성결교회연맹 충청지역 지부장을 맡게되고 또한 각교회에 만든 애국반에 청주교회에서 20명이 동원 되었다. 1940년 4월에 김사석 목사가 제 4대 담임목사로 부임했다.

### 1. 일제와의 갈등과 성결교회 해산
성결교회는 신사참배를 직접적으로 결의 한 적은 없다. 그러나 교단 대표인 이명직 목사는 신사참배가 1939년 제74회 제국의회에서 통과되어 본격화되기 이전부터 신사참배를 용인 하였다. 이명직 목사는 "신사에는 우상이 없다" 며 "문부성에서는 신사는 종교가 아니라 선조에게 경의를 표하는 국가예식이라 하는데 공연히 우상이라고 할 필요가 없지 않느냐" 하고, 서양인들이 위인의 동상 앞에서 탈모하여 경의를 표하는것과 같다고 하였다. 그러나 성결교회는 일본의 종교정책을 일정 정도 따른 가운데서도 결코 용납할 수 없는 교리적 확신이 있었다. 그것은 성경과 재림 교리에 관한 것이었다. 일본은 한국교회를 일본교회와 통합시키고자 "일본기독교 조선 교단"을 만들어 교파별로 일본 교파와 합치도록 하면서 합동위원회를 만들어 성경에서 구약 성경을 폐지 하려고 획책 했으나 이때 교리위원인 이명직 목사가 강력히 반대하여 결국 일본기독교조선교단의 경전은 성경전서로 하기로 하였다. 성결교단은 중생 성결 신유 재림의 4중 복음을 믿는데 이중 재림교리로 인하여 성결교회에 대한 탄압은 더욱 심하였다. 에수의 재림을 믿는다는 것은 신격화된 천황의 지윙에 대한 도전이었고, 일본의 국체의 근거를 위협하는 행위였다. 그리하여 재림교리를 트집 잡아, 일제는 교단을 폐쇄 시키게 된다. 1942년 12월에 교단지인 활천을 폐간 시켰고, 1943년에는 경성신학교 폐쇄와 5월에는 성결교회 교역자 총검거령을 내려 교역자와 평신도 300여 명을 검속하여 일부 교역자와 평신도는 순교 까지 당하게 된다.
성결교회와 교역자에 대한 핍박이 점점 거세지던 이 시기에 통영교회 삼천교회 동래교회 역리교회에서 사역한 남덕규목사가 청주교회 제5대 담임목사로 부임하였다. 남덕규 목사는 성결교회 교역자를 일제히 검속할 때 구속되어 경찰서 유치장에서 옥고를 치르게 되나 모진 고문에도 끄덕 않고 버티어 내었고 8개월 만에 집행 유예로 석방 되었다. 당시의 모든 한국성결교회가 그러했듯이 청주교회도 1943년 4월 조선총독부 경무국에 의해 교회가 강제로 폐쇄 되었다. 일제는 성결교단을 폐쇄한 후 비어 있는 청주교회 예배당을 강제로 점거 수탈하여 '식량영단' 이라는 기관의 사무실로 사용하였다. 그런데 전국의 다른 교회당들은 일제에 의해 점거를 당하기는 하였어도 그 소유권이 일제에게로 넘어가지는 않았지만 청주교회의 경우에는 교회의 부지가 '식량영단으로 소유권이 이전되어 있어서 해방 이후 국유재산 상태로 있게 되어 재산 소유권을 행사 하지 못하고 겨우 교회당에서 예배 드리는 정도의 사용을 해왔다.

### 2. 8.15 해방과 청주교회의 재흥
8.15 해방은 한민족 전체에게는 물론이고, 일제의 혹독한 핍박을 받았던 한국교회에게는 하나님께서 개입하여 이루어 주신 섭리에 의한 것이었다. 견디기 힘든 핍박으로 존립 자체가 위태했던 시절을 견디며 고통중에 간구하여 응답하신 하나님의 역사이었다. 8.15 해방은 비통의 눈물과 피흘림을 멈추어 추신 하나님의 구속사적 사전이자 한줄기의 빛이요 한국교회에 주신 새생명이었던 셈이다. 해방이 되고 남한에서는 미군정하에서 신앙의 자유를 보장 받아 활발히 진행되어 1945년 9월 첫 주일에 서울에서 300명의 신도가 신학교 강당에서 재흥 에배를 드리는 것을 시작으로 1945년 11월 9일에는 '교단재건위원회'가 발족되고, 박현명 목사를 위원장으로 추대하여 기독교조선성결교회 재흥총회를 개최하였다. 재흥총회 이후 성결교회는 교단명을 '기독교조선성결교회' 로 개칭하고, 신학교를 새로이 개교하고 활천지를 복간 하며 재건의 노력을 하게된다. 성결교회는 교단 지도자들이 총검거 때 옥고도 치루었고, 또한 이명직 목사는 교단 해산이 일제의 강압에 의한 것 이었음에도 불구하고, 해방 이후 이를 자기의 책임으로 알고 신학교 교장직을 사임하는 참회의 행동으로, 장로교가 신사참배 문제로 교단이 분열 되었던 것과는 달리 가슴아픈 과거를 잘 청산하고, 전도와 영적부흥에 열심을 내어 18 개월 만에 150여 교회를 재건하고, 40여 교회를 개척하였다.
청주교회가 폐쇄된 3년 동안 흩어진 양들은 교회의 회복을 위해 눈물로 기도하였고, 그 기도의 응답과 하나님의 은혜로 해방과 함께 1945년 9월 염석호 전도사가 6대 담임 교역자로 부임 하여 교회를 수습하고 신자들을 불러 모아 회복과 재흥에 매진 하게 된다. 염석호 전도사 후임으로 1941년에 만주 신경교회를 개척 하였고, 1942년 부터 만주 사평시 교회에서 사역할 때 독립운동의 혐의를 받고 6개월의 모진 고문 끝에 " 만주 조선 가독교 독립운동의 수괴 " 라는 죄목으로 무기형을 언도 받은 바가 있던  장두원 목사가 제7대 담임 교역자로 부임 하여 약 2년간 사역 하였다. 이때 청주교회에서 세례를 준 사람들 중에 최병권, 장문원, 전문규 씨는 후일 목사가 되었다. 1948년 4월 배문준 목사가 청주교회 8대 담임목사로 다시 부임하여 교회발전과 서울신학대학 이사장 및 교단 총회장을 역임하며 큰 역할을 하였다. 1949년 1월 청주교회 제4차 사무총회록에 따르면 목사 1인,전도사 1인, 장로 2인을 포함 하여 장년 216명, 주일학생수 300명으로 기록되어있다.

### 3.  6.25 전쟁
1950년 6월 25일 소련과 중공의 지원을 받은 북한 공산당 정권의 기습적인 남침으로 한국전쟁이 발발하였다.  북한의 남침으로 민족에게 끼친 피해는 역사상 전례가 없는 처참한 것이었다. 뿐만 아니라 교회도 극심한 탄압을 받아 많은 교역자와 성도들이 순교 당하였고, 수많은 교회들이 파괴되었다. 성결교회도 서울신학교장 이건 목사를 비롯한 교단 지도자들의 납북과 가혹한 학살과 고문 등으로 155명의 성결인이 순교하였고 수많은 교회들이 파괴 되었다. 해방 이후 교회를 재건하고 지속적인 성장을 해 온 청주교회는 한국전재으로 말미암아 도 하나의 시련을 겪지 않으면 안되었다. 북한 공산당 정권의 남침으로 시작된 기기나긴 전쟁 통에 청주교회는 예배당의 훼손과 교회의 이산 등 커다린 고통을 겪지만 시련과 역경을 딛고 일어서는 저력을 보여주었다.
38도선 이북의 김일성 공산당 세력은 유엔 임시위원단 설치와 신탁통치를 거치지 않는 독립과 유엔 감시하의 남북 총선거를 통한 통일 방안을 거부하고 1946년 초 이미 김일성을 위원장으로 하는 '북조선임시인민위원회' 를 만들고 토지개혁을 실시하고, 인민군을 창설하고 1948년 4월 헌법을 채택하여 9월에는 북한 단독으로 조선 민주주의 인민공화국을 건국 하였다. 북한 공산당 정권은 1949년 국민 총생산이 해방 이전에 비하여 2배나 확대되는등 통치체계가 안정을 이루었던 반면에, 남한의 이승만 정권은 입북하지 못한 조선위원단 단장인 인도 대표 메논에 의해 1948년 5월 총선거를 실시 하고 8월 15일에 대한민국 정부가 수립 되었으나 정치적 불안정과 경제적 실패, 좌익 세력의 준동, 친일세력 비호, 제주도 4.3 항쟁, 여순 군반란 등의 혼란을 거듭 하였고, 유엔 경의에 따라 1946년 6월에 전투부대는 완전히 철수하였다.  이에 반하여 북한 김일성 공산당 정권은 1949년에 소련과 경제 문화 협정을 맺고 군사원조를 약속하는 군사비밀협정을 체결하고 소련의 지원 하에 1950년 6월 25일 주일 새벽에 남한을 침략 하여 강산과 민족 그리고 교회를 황폐화 시겼다. 성결교회의 사례를 보면 북한군은 서울신학교를 강점하고 교수를 축출하였다. 그 후 그들은 성결교회의 교역자를 검거 하기위한 미끼 로서, 서울신학교에 '민주대학' 이라는 간판을 걸고 기독교연맹의 후원으로 신학교를 복구한다며 몰아 냈던 교수를 불러 모았다. 이들의 마수를 알아 채지 못하고 신학교 복구의 소망을 가지고 신학교에 돌아온 교수들은 8월 23일 이건 교장을 비롯하여 총회장 박현명 목사, 학교재단 총무 박형규 목사등은 학교 구내에서 체포 되어 북으로 끌려 갔으나 생사를 알수 없다.
6.25 전쟁 기간인 1950년 부터 1953년 사이의 혼란과 고통의 시기에도 청주교회는 열심을 내어 1951년에는 여전도사로 배은파(배가례) 씨가 부임 하였다. 배가례 전도사는 1950년 서울신학교를 졸업 하고 충무로교회에서 전도사로 시무 하다가  6,25 전쟁으로 피난처에서 청주교회 담임 배문준 목사를 만나 1960년 까지 전쟁의 폐해를 딛고 성도들이 회복되며  2층 성전을 건축 하고, 전도와 교회 학생회의 기틀이 마련 하던 어려운 시기에 약 10년 간 시무 하며 봉사 하였고 1965년 부터 서울신학대학교  생활관장 및 교수로 23년간 재직한 성결교회의 선 굵은 여성 지도자였다. 전재의 와중에도 교세는 확장 되어 1949년 516명이던 교인이 810명으로 증가 되었고 51년도 제6회 총회 보고서에 따르면 교회 전체 수입이 약 7,660,800원 이었는데 그중 1,498,600원을 지교회였던 양촌교회 지원금으로 지출 하였다.  이무렵 1952년 2월 청주지방법원장으로 부임한 문기선장로가 청주교회 협동장로로 취임하여 6월 중순에 교회자체 사경회를 5일간 특별한 집회를 인도하여, 전쟁으로 신앙적으로나 생활면에서 안정되지 못한 성도들의 정신 무장과 신앙적 향상, 믿음의 결속을 다지기도 하였고, 후에  문기선 장로는 성품이 강직하고 정직하여 5.16혁명 당시에는 혁명재판소 소장을 역임하였다.

### 4.  1954년-1964년

#### 4.1  성전건축
6.25의 참상과 폐허를 딛고 무너진 교회를 재건하려는 열심으로 청주교회는 1953년 9월 330평 대지를 25만원에 매입하고 건축기성회를 구성하여 1954년 부터 200평의 2층 예배당 건축을 착공하였다. 당시 대부분의 한국교회가 세계적인 원조기구의 도움을 힘입어 교회를 재건헀던 것과는 달리 청주교회는 외부의 원조를 받지 않고 담임목사를 비롯한 모든 성도들의 헌신으로 수년간의 노력 끝에 3,000 만환의 경비를 들여 1957년 완성하였다. 1989년에 발간된 교회회보 "충만" 지에 기재된 건축 당시 상황을  "1954년 서문동 2층 교회당 건축 때는 온 교우가 힘에 겹도록 헌금에 참여하였고, 또 손바닥이 부르트도록 어깨가 붓도록 너나 할 것 없이 건축에 참여하여 완공하였던 것이다. 장사 밑천을 전부 하나님께 헌금했는가 하면, 유일한 재산인 집을 팔아 조금도 남김 없이 바치기도 하고, 아끼고 아끼던 금반지를 팔아 고스란히 하나님께 바치기도 했다. 가난하여 헌금할 것이 없는 사람은 건축에 몸소 참여하여 땀을 흘렸음은 물론 새벽마다 눈이 오나 비가 오나 바람이 부나 빠지지 않고 교회를 위해 눈물의 기도를 드렸다." 로 회고 하고 있다. 청주교회는 성전건축의 어려운 시기임에도 불구하고 1955년 8월에는 사천교회(현 내덕교회) 예배당 신축에 큰 지원을 그리고 1959년 2월에는 증평교회 예배당 매수에 40 만환을 지원하였다.

#### 4.2  교역자
1951년 2월에 부임한 배은파 전도사가 1960년 5월에 서울 천연동교회로 이임 한 후에 1961년 2월에는 조명숙 전도사가 부임하였고 1956년 5월에 이중태 전도사를 청빙하였는데 성가대 지휘와 사범학교(현 청주교육대학교)에서 강의도 하며 4년간 전도사로 봉사 한 후 1960년 5월에 안수 받은 부목사로 1963년 6월 서울 삼각지교회 담임목사로 이임 하기까지 약 3년간 시무하게 되는데, 청주교회의 이중태 목사의 부목사 임용은 성결교단에서 최초로 도입한  '부목사 제도' 이었다.
1948년 4월 7대 담임목사로 부임하여 약 16년간 시무하고 1964년 7월 은퇴한 배문준 목사는 1956년 9월에 첫번째 교단 총회장으로 피선 되어 교단 발전에 큰 족적을 남긴다. 1957년이 한국성결교회가 동양선교회 복음전도관이라는 이름으로 설립된지 50년이 되는 해이므로 이름 기념하여 '희년' 이라 명명하고 희년기념 출판사업, 희년기년관 건립, 희년 전도대 구성 및 활동 등늘 전개 하였고, 또한 독립문 옆에 성청장학관을 건립하여 농어촌교회 교역자 자녀들을 양육하게 하였고, 교단 내의 '교회교육' 지 발간 하였으며, 자유중국에 제1대 선교사 박락규 목사를 파송하여 해외선교의 문을 열었고 김응조 목사를 희년사절로 미국에 보내 순회집회를 하게 하였다. 배문준 목사는 1962년에 2월 총회장에 재선된다.

#### 4.3  성결교단의 분열
성결교단은 해방 후에 NCC에 가입 하였고, 1955년 제10차 총회의 결의로 NAE에 가입 하였다. 성결교회는 NAE의 노선이 동양선교회의 노선 및 한국성결교회의 신앙노선과 부합하기 때문이었다. 그러나 장로교에서 문제가 발생하자 곧바로 성결교회내에 이념논쟁과 분열의 파열음이 발생하게 되었다. 이념논쟁은 수구와 개방 사이의 문제로서 NCC 와 NAE 동시 탈퇴와 이에 대한 찬반의 소용돌이는 교단 내부 세력들 간의 극한 투쟁으로 이어졌고, 온건파 지도자들의 합동회합이 성숙해 가자 교권 주의자들의 모임인 보수동지회 측은 교단의 거두 이명직목사을 위원으로  하여 1961년 12월 부산 동광교회에서 합동총회라는 명분으로 '예수교대한성결교회' 로 분립  총회를 개최하였다. 또한 서울신학교를 자유주의 신학교라하며 새로운 신학교를 설랍하고  칼빈과 근본주의 노선의 '국제기독교협의회(ICCC)'에 가입하였다. 성결교단 창립 56년만에 교단이 분열 되어 '기독교대한성결교회' 와 '예수교대한성결교회' 로 나누어졌고, 그 결과 많은 지교회들이 어려움에 처하게 되었으나 서문교회는 배문준 목사의 지도하에 단회원과 전체 교인들이 일치 단결하여 교단의 하나됨을 위하여 기도하였다. 배문준 목사는 이러한 어려운 시기에 교단의 17대 총회장으로 두 번째 피선 되어 교단의 분열을 막기 위하여 노년의 몸을 이끌고 온갖 노력을 다하였으나 예성측의 ICCC 가입으로 끝내 분열되었다.

## 같이 보기
- 성결운동
- 한국의 성결교회
- 기독교대한성결교회
- 기독교대한성결교회 역대총회장
- 예수교대한성결교회
- 서울신학대학교
- 한국성결신문